# پروالیو ول سابیا
پرُوالیو ول سابیا (به ایتالیایی: Provaglio Val Sabbia) یک کومونه در ایتالیا است که در استان برشا واقع شده‌است. پروالیو ول سابیا ۱۴ کیلومتر مربع مساحت و ۹۱۲ نفر جمعیت دارد و ۶۷۸ متر بالاتر از سطح دریا واقع شده‌است.